# Casa de Vinyoles
La Casa de Vinyoles es un monumento de la población de Centellas perteneciente a la comarca catalana de Osona en la provincia de Barcelona. Es una edificación de arquitectura popular incluida en el Inventario del Patrimonio Arquitectónico de Cataluña y protegida como Bien Cultural de Interés Nacional.

## Historia
La primera referencia histórica de la Casa de Vinyoles ( en idioma catalán: Mas Vinyoles) la encontramos en el Acta de Consagración de la iglesia de San Martín del Congost (actualmente Aiguafreda de Dalt) en el 898. Vinyoles es una Domus o casa fuerte que dio nombre a la población, «Santa Coloma de Vinyoles», desde el siglo XII hasta finales del siglo XV. La fecha de 1546 que aparece en el arco de piedra de la entrada, podría indicar el año de reconstrucción de la casa. Otra renovación de la masía fue en 1746, posiblemente como consecuencia del incendio que afectó la masía en el asalto de Centellas del 28 de febrero de 1714, en el que resultó «Casa de Vinyoles, un cuarto quemado».

## Descripción
De la casa se conservan restos arquitectónicos de las épocas románica y gótica. La masía está construida con bloques de piedra y mampostería, destacando el sector formado por tres muros, que parecen ser antiguas murallas, que encierran un cuadrado de unos 25x25 metros, dentro del cual se encuentra la masía. Ésta, presenta en su vertiente noroeste un sector más alterado con posteriores reformas, mientras que el sector suroeste tiene un cuerpo de edificio cuadrado de dos plantas que deja ver en el piso, un arco gótico apuntado que parte la estancia, con dos portales de punto redondo bajo el arco y cinco ménsulas de piedras incorporadas en el interior del muro de poniente. En la fachada principal hay un portal adintelado. La parte superior del edificio está hecha de tapia. La cubierta es con teja arábiga a dos vertientes.